# Still Cruisin’
Still Cruisin’ ist ein Album der US-Band The Beach Boys. Es wurde 1989 unter dem Plattenlabel Capitol Records veröffentlicht. Es sind fünf neue Lieder enthalten, die von Terry Melcher produziert wurden – als Ausnahme sind „In my car“ (produziert von Brian Wilson) und „Island girl“ (produziert von Al Jardine) zu nennen.

## Entstehung
1988 waren die Beach Boys nur noch zu viert. Brian Wilson hatte seinen Ausstieg aus der Band bekannt gegeben und nahm ein Soloalbum auf. Die übrigen Beach Boys gingen auf Tournee.
1988 steuerten sie den Song Kokomo zum Soundtrack des Films „Cocktail“ bei. Das Lied war die erste Nummer 1 in Amerika seit 1966 und Good Vibrations. Danach wurden die Beach Boys von ihrer alten Plattenfirma Capitol Records mit einem Vertrag für ein Album ausgestattet. Die Beach Boys durften fünf neue Songs auf dem Album veröffentlichen. Mike Love und Terry Melcher schrieben mit Koautoren drei neue Titel. Alan Jardine steuerte den Song Island Girl bei, den er auch produzierte. Dazu kamen die bereits veröffentlichten Songs Wipe Out und Kokomo. Als siebenten Song steuerte Brian Wilson In My Car bei. Neben diesen Stücken wurden von Capitol drei Songs aus den 60ern dem Album beigeschlossen, was auf Proteste der Beach Boys stieß.

## Erfolge
Das Album erreichte in den US-Billboard-Charts Platz #46. Die Single Kokomo und das Album wurden in den USA mit einer Goldenen Schallplatte ausgezeichnet.

## Titelliste
1. Still Cruisin’ (Mike Love/Terry Melcher) (US-Charts #93[4]) – 3:35
2. Somewhere Near Japan (Bruce Johnston/Mike Love/Terry Melcher/John Phillips) – 4:48
3. Island Girl (Al Jardine) – 3:49
4. In My Car (Brian Wilson/Alexandra Morgan/Eugene Landy) – 3:21
5. Kokomo (Mike Love/Scott McKenzie/Terry Melcher/John Phillips) (UK #25[5], US #1) – 3:35
6. Wipe Out (Bob Berryhill/Pat Connolly/Jim Fuller/Ron Wilson) – 4:00
7. Make It Big (Mike Love/Bill House/Terry Melcher) – 3:08
8. I Get Around (Brian Wilson/Mike Love) – 2:09
9. Wouldn’t It Be Nice (Brian Wilson/Tony Asher) – 2:22
10. California Girls (Brian Wilson/Mike Love) – 2:35

## Songinfos
Die meisten Lieder entstammen diversen Soundtrackalben. Das Titelstück entstammt dem Soundtrack zum Film Brennpunkt L.A., die drei älteren Stücke wurden bereits im Vorfeld in Filmen verwendet: I Get Around wurde in „Good Morning, Vietnam“, „Wouldn’t It Be Nice“ in „Der große Frust“ und California Girls in Soul Man verwendet. Zu letzterem gab es 1985 außerdem eine Neuauflage von David Lee Roth. Make It Big, eines der neuen Lieder, wurde in dem Film „Die Wilde von Beverly Hills“ benutzt.
In my car, produziert von Brian Wilson, ist ein Outtake aus dessen gleichnamigem Soloalbum.
Wipe Out ist eine Coverversion des bekannten Hits von The Surfaris, wobei für das Instrumentalstück ein Text hinzugefügt wurde. Auf dieser Version wirkt die Hip-Hop-Gruppe The Fat Boys mit. Im Stile der Kollaboration Walk This Way von Run-D.M.C. und Aerosmith wechseln sich die beiden Gruppen ab. Mike Love wollte dieses Lied anfangs ebenfalls mit Run-D.M.C. in Szene setzen, er löste dann allerdings seinen eigenen Vertrag auf. Außer Brian Wilson ist auf dieser Aufnahme kein anderer Beach Boys vertreten. Produziert wurde dieses Stück von Albert Cabrera und Tony Moran.
Somewhere Near Japan ist nach Kokomo die zweite Zusammenarbeit der Beach Boys mit John Phillips, dem ehemaligen Bandleader von The Mamas and the Papas.
Das Album wurde von Capitol Records nicht mehr nachproduziert und ist somit im Handel nicht mehr erhältlich.